# Ceratinopsis bicolor
Ceratinopsis bicolor là một loài nhện trong họ Linyphiidae.
Loài này thuộc chi Ceratinopsis. Ceratinopsis bicolor được Richard C. Banks miêu tả năm 1896.